# Macquarie Dictionary
Macquarie Dictionary é um dicionário de inglês australiano. Originalmente foi um projeto editorial de Jacaranda Press, uma editora educacional de Brisbane, para qual uma comissão editorial foi formada, em grande parte do departamento de Lingüística da Universidade Macquarie, em Sydney, Austrália. É publicado pela Macquarie Dictionary Publishers Pty Ltd, uma empresa criada especificamente para a tarefa, atualmente propriedade da Macmillan Publishers.